# Johannes de la Fage
Johannes de la Fage   () fou un compositor de l'escola francoflamenca.
Les seves obres inclouen motets al Còdex Medici, i un motet, "Elisabeth Zachariae".
Les seves obres es troben al Còdex Medici de 1518, juntament amb Costanzo Festa, Andreas de Silva, Jean l'Héritier, Antoine Bruhier, Jean Richafort, Adrian Willaert, Pierrequin de Thérache, Pierre Moulu, Jean Mouton i altres.